# Mine d'Oyler
 (mars 2020).
La mine d'Oyler (en anglais : Oyler Mine) est une mine d'uranium américaine située dans le comté de Wayne, dans l'Utah. Protégée au sein du parc national de Capitol Reef, elle est inscrite au Registre national des lieux historiques depuis le 14 septembre 1999.